# فتحية الهاشمي
فتحية الهاشمي (مواليد 1955) كاتبة تونسية. نشرت أول ديوانها "الأقحوان المصلوب على الشفاه" في 2002 وروايتها الأولى "حافية الروح" في 2005. كانت ناشطة في الثورة التونسية وكانت صوت بارز في السياسة التونسية من وقتها.

## مؤلفات

### الروايات
- (2005) حافية الروح
- (2007) منّة موّال
- (2009) مريم تسقط من يد الله
- (2016) العنكبوت لا يحرس الأنبياء دائما

### الشعر
- (2002) الأقحوان المصلوب على الشفاه

### مجموعات القصة القصيرة
- (2012) عودة الشيطان من المنفى

## الجوائز
- (2009) جائزة الكريديف لأحسن الكتابات النسائية بتونس